# Golfe de Lagonoy
Le golfe de Lagonoy est un golfe de la mer des Philippines, dans l'océan Pacifique, qui baigne les côtes des Philippines. Il est formé par le littoral est de la région de Bicol, dans le sud-est de l'île de Luçon et l'est du pays.